# Albert Fabra i Foignet
Albert Fabra i Foignet (Buenos Aires, 1920 - Perpinyà, 14 d'octubre de 2011) fou un pintor. Fill de pare català i mare francesa, Va passar la seva infantesa a Girona per a anar a viure a Barcelona el 1923. Formà el primer grup de pintors de l'avantguarda de post-guerra a Catalunya amb Ramon Rogent i Perés i els germans J. Fín i Javier Vilató, amb alguns dels quals va marxar a París en finalitzar la Segona Guerra Mundial, gràcies a una beca de l'Institut Francès.
A París, Fabra s'instal·là en el taller de l'escultor Pablo Gargallo, que li havia cedit la vídua de l'artista, i s'integra completament en la vida artística parisenca. Amb els anys, abandonà la seva etapa postcubista per entrar en el lirisme formal, al mateix temps que va traslladar el seu taller al barri de Belleville (París), on viuria més de 20 anys. El 1985 va deixar París i es va establir a Perpinyà i a Port de la Selva. Va morir als 91 anys a l'Hospital de Perpinyà.
| «               | "Mon faux neveu" | » |
| — Pablo Picasso |                  |   |

## Exposicions destacades
- 1943 - Galeries Reig de Barcelona.
- 1952 - Galeria Breteau de París
- 1965 - Galeria Motte, rue de Bonaparte, París

També va fer d'altres exposicions per Europa i els Estats Units